# Fellation

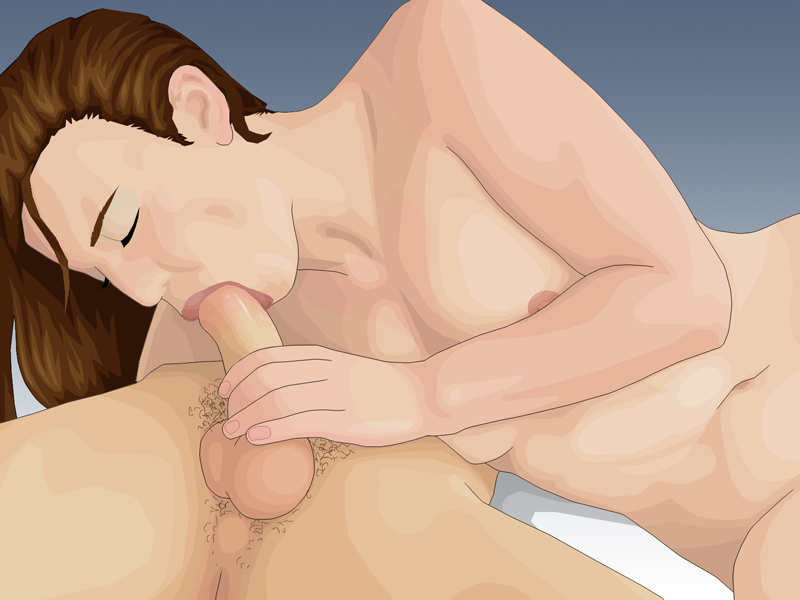
Une illustration d'une femme effectuant une fellation sur un homme.

La fellation (du latin fellatio, dérivé de fellare qui signifie « sucer, téter ») est un comportement sexuel buccogénital consistant en une stimulation du pénis avec la bouche, les lèvres et la langue, pouvant être pratiqué comme un préliminaire ou pour amener la personne qui la reçoit à l'orgasme.

## Pratiques de la fellation

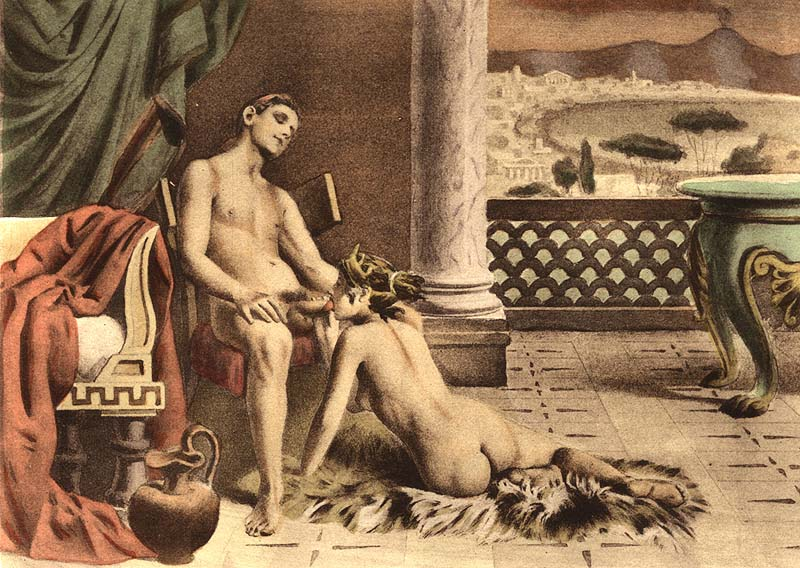
Illustration de Paul Avril.

La fellation vise la stimulation du pénis à l'aide de la langue, des lèvres et de la bouche du partenaire. Les sensations ressenties au cours de la fellation peuvent être amplifiées, en même temps, en masturbant le pénis ainsi qu’en stimulant les testicules et l'anus ou toutes les autres zones érogènes.
Plusieurs positions et techniques lui sont propres. Quelques-unes figurent même dans le Kâmasûtra.
En 1980, pour Master et Jonhson, la pratique du sexe oral n'est pas liée au plaisir sexuel chez les femmes hétérosexuelles, sans doute, pensent-ils, en raison d'un sentiment de soumission ou d'un caractère jugé dégradant de ces pratiques.
La pratique du sexe oral (cunnilinctus et fellation) s'est répandue dans les années 1970-1980, avec une seconde phase de diffusion dans les années 1990-2000. En 2006, une étude sur la sexualité des Français indique que 80 % des femmes en couple hétérosexuel disent avoir expérimenté la fellation au moins une fois ; 23 % la pratiquent occasionnellement et 30 % souvent. Une pratique fréquente est plus élevée chez les femmes bisexuelles et chez les hommes bi ou hétérosexuels (60 %). Pour autant, cela ne fait pas partie des activités sexuelles préférées des femmes ni des hommes, qui préfèrent chacun de leur côté recevoir (un cunnilingus, une fellation) que le donner. 13,8 % des femmes et 1,1 % des hommes en couple hétérosexuel indiquent en 2006 pratiquer la fellation uniquement pour faire plaisir à leur partenaire, la disparité de ces deux chiffres mettant en évidence une conception de la sexualité asymétrique, encore très marquée par les schémas opposant un désir et des besoins « quasi physiologiques » masculins et des « aspirations affectives et une disponibilité féminines.
La fellation en elle-même ne peut pas causer de grossesse, cependant, les partenaires — si l’un d’eux est une femme non ménopausée n'ayant pas recours à un moyen de contraception et ne souhaitant pas concevoir d'enfant — devront veiller à éviter tout contact avec les parties génitales de cette dernière, notamment à cause de l'usage quasi inévitable des mains dans cette pratique. Il en résulte un risque — faible mais réel — qu'une petite quantité de sperme ou de liquide séminal se dépose à l’entrée du vagin par le même principe que la masturbation par le frottement du pénis contre la vulve, à la suite de quoi des spermatozoïdes peuvent migrer en direction de l'utérus,,.

### Gorge profonde

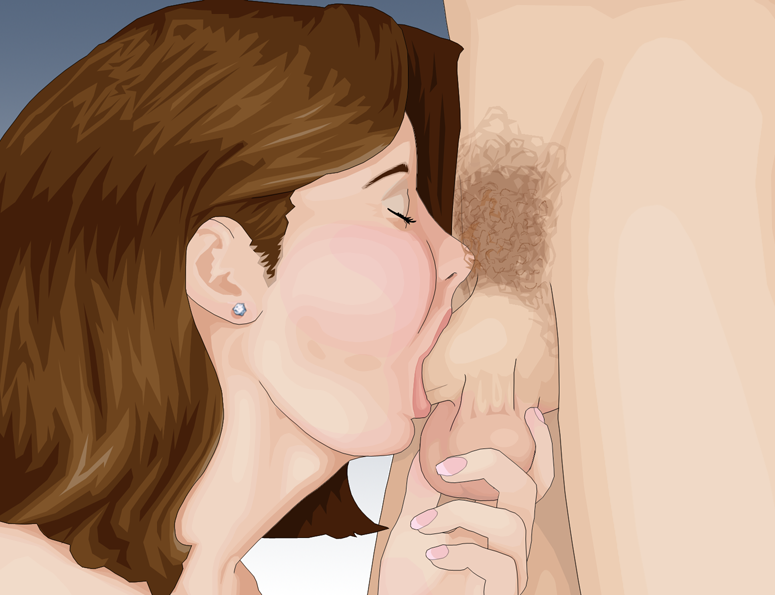
Une illustration d'une femme pratiquant la gorge profonde sur un homme.

La gorge profonde est une pratique sexuelle désignant une fellation au cours de laquelle le pénis est introduit le plus loin possible dans la bouche puis dans la gorge du partenaire.
La technique et le terme ont été popularisés par le film pornographique Gorge profonde de 1972.
Une fellation trop violente peut créer une aspiration si puissante qu’elle entraîne la formation de minuscules hémorragies à partir des petits vaisseaux parcourant la muqueuse du palais. Cette affection, décrite pour la première fois en 1928, qui est donc la conséquence d'une fellation vigoureuse, porte le nom de purpura vélo-palatin a vacuo. Les lésions se résument à une rougeur du palais (érythème palatin) ou de petites taches hémorragiques, rouges ou violacées, sur le palais. Elles disparaissent généralement dans un délai d’une semaine sans laisser de séquelles.

### Irrumation

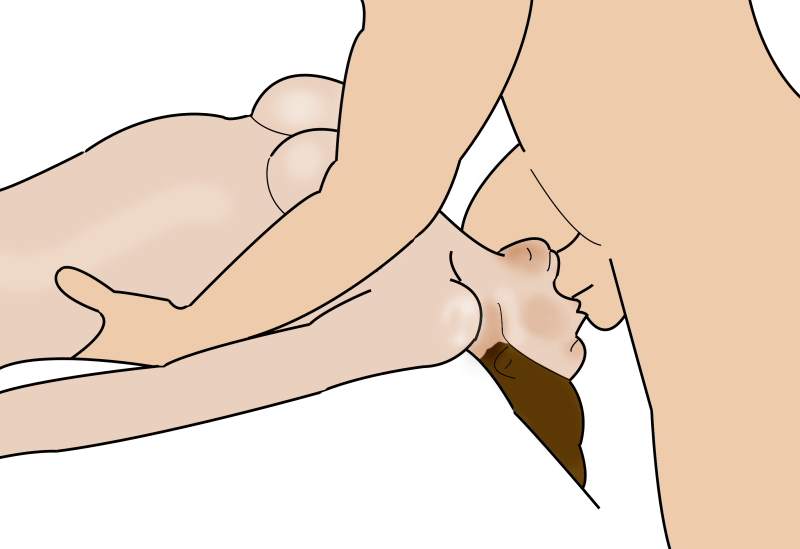
Irrumation sur une femme en position allongée (dessin).

L’irrumation est une fellation active de la part de l'homme qui utilise son pénis dans l'acte, qui n'est alors plus passif mais effectue un mouvement de va-et-vient avec son sexe dans la bouche de son partenaire. La pénétration du sexe est en général plus profonde. Cette pratique peut s'avérer difficilement supportable de la part de la personne qui subit l'irrumation, provoquer un réflexe de vomissement et entraîner des étouffements passagers ou des douleurs.
Les termes « actif » et « passif » pouvant être ambigus, lorsqu’ils sont employés pour désigner le rôle de chacun des deux partenaires impliqués dans une fellation ou une irrumation, il est parfois conseillé de parler plutôt des partenaires « insertif » et « réceptif ».

### Autofellation

Homme adulte pratiquant une autofellation.

L’autofellation consiste, pour les hommes très souples et/ou dotés d'un pénis très long, à se contorsionner pour pratiquer une fellation sur leur propre sexe. La pratique symétrique serait l'auto-cunnilingus, mais en pratique celle-ci semble physiologiquement impossible.

## Fellation et infections sexuellement transmissibles (IST)

### Risques
La fellation fait partie des pratiques sexuelles à risque, car une transmission d'infection sexuellement transmissible (IST) entre les deux partenaires est possible, bien que moindre que lors des rapports sexuels proprement dits.
De nombreuses IST sont concernées : le VIH-SIDA mais aussi la syphilis, l’herpès, les chlamydiaes, les gonorrhées, et plusieurs types d’hépatites, cette liste n’étant pas exhaustive. À titre d’exemple, on estime le risque d’être contaminé par le VIH lors d’une fellation sans préservatif avec une personne contaminée de 0,5 à 1 pour 10 000. Mais cette probabilité est extrêmement variable en fonction de divers facteurs. Lorsqu’un partenaire vient d’être infecté par le VIH (stade de la primo-infection), sa charge virale est extrêmement élevée et le risque de transmission considérablement accru, même sans éjaculation, la petite quantité de liquide séminal émise durant la phase d'excitation pouvant suffire à générer une contamination.
Les risques liés à la fellation semblent peu pris en considération par la population. Peu d’études existent sur le sujet, compte tenu de la difficulté d’établir avec certitude qu’une maladie s’est transmise par sexe oral et non par une autre pratique. De plus, il est impossible pour raisons éthiques d'organiser des études visant à provoquer une infection, et il n'existe pas de modèle animal pertinent.
Certaines études, établissent un risque plus élevé de développer un cancer (de l’oropharynx, en particulier) chez les personnes ayant des relations buccogénitales avec des partenaires multiples. Il ne s’agit cependant pas d’un risque direct, ces études soulignant simplement l’accroissement récent du nombre de personnes infectées par des papillomavirus (condylomes, lesquels accroissent effectivement le risque de développement de cancer buccal) parallèlement au défaut de protection lors de la pratique du sexe oral avec des inconnus. En d’autres termes, un rapport vaginal reste un facteur de transmission bien plus important, et la pratique du sexe oral comme de toute autre pratique sexuelle avec un partenaire sain ne saurait représenter un quelconque risque de cancer.

### Prévention
Le préservatif permet d’éviter le contact entre la personne qui effectue la fellation et les fluides sexuels de l’homme. Afin de cacher le goût du latex, de nombreux fabricants proposent des préservatifs parfumés, plus fins, ou sans lubrifiant, spécifiquement conçus pour cette pratique. Cependant, le conseil d’utilisation du préservatif est ici moins suivi que pour les rapports sexuels génitaux, tant en raison de l’absence de campagnes de prévention axées sur ce point — même si cela commence à changer[précision nécessaire] — ainsi que d’une plus grande altération des sensations physiques par la présence du préservatif dans le cas de la fellation, par rapport aux rapports génitaux ou anaux, pour lesquelles la composante mécanique est nettement supérieure.
En l’absence de protection, et en cas d'incertitude quant au statut prophylactique du partenaire masculin, il est vivement recommandé de suivre les quelques règles suivantes :
- S'assurer, pour la personne active ou « réceptive », de ne pas avoir de lésions aux lèvres et à l’intérieur de la bouche, comme des aphtes ou des saignements (gingivite). L'angine et la candidose sont également problématiques[15]. Une bonne hygiène bucco-dentaire est donc recommandée, mais se laver les dents peu de temps avant la fellation peut faire saigner les gencives, et potentiellement avoir un effet contraire à celui recherché. Il n'est donc pas conseillé de pratiquer la fellation juste après s'être lavé les dents, comme il n'est pas conseillé non plus de se laver les dents quelques minutes après avoir pratiqué une fellation ; un délai de 30 minutes à 2 heures est à respecter. Il convient également de ne pas pratiquer de fellation après des soins dentaires[16].
- Ne pas avaler le liquide séminal, qui peut être contaminant. En l'absence de préservatif, il est recommandé d'essuyer le gland avec la main ou un mouchoir, avant que la bouche n'entre en contact avec le fluide[17].
- Pour la personne active ou « insertive », ne pas éjaculer dans la bouche de son partenaire, ou réciproquement, pour la personne passive / « réceptive », de ne pas recevoir le sperme en bouche ni l'avaler. Contrairement à une idée reçue, les sucs gastriques ou la salive (qui n'est pas en soi contaminante) n'annihilent pas le VIH[18], ni les agents responsables d'autres IST. En cas d'éjaculation buccale, il est souhaitable de recracher le sperme aussitôt, de rincer immédiatement sa bouche à l'eau claire, sans frotter, et d'éviter les bains de bouche alcoolisés (dont l'agressivité aurait tendance à fragiliser les muqueuses)[17]. Mais ces précautions, du reste rarement observées, ne suffisent pas à prévenir tout risque d'infection.

En cas d'exposition accidentelle de la muqueuse buccale à du sperme suspect, il est possible d'effectuer un traitement post-exposition de l'infection au VIH, en se rendant dans un service hospitalier le plus rapidement possible (ou dans un délai de 48 heures au maximum).

## Fellation et réaction allergique
En 2019, un cas d’allergie soudaine à un antibiotique après un rapport bucco-génital a été publié. C’est la première fois qu’un cas d’anaphylaxie (allergie grave) a été décrit chez une femme qui, juste après avoir avalé le sperme de son partenaire, a développé une réaction allergique médicamenteuse. Le mari était sous traitement antibiotique. Il y avait eu passage de l’antibiotique dans le sperme. 
D'autres cas de réaction allergique, moins sévères (symptômes locaux, urticaire), ont été décrits dans la littérature médicale après exposition par voie orale à un médicament à la suite de l’ingestion du sperme d'un partenaire sexuel en cours de traitement (antibiotique, anticancéreux, antipsychotique). L'usage de préservatif est recommandé lorsqu’un des partenaires suit un traitement susceptible de provoquer une allergie chez l’autre.

## Représentations culturelles
Les pratiques, les valeurs et les représentations attachées à la fellation changent en fonction des époques de l’Histoire et en fonction des groupes sociaux et des sociétés humaines. Ainsi, le journaliste Lucien Bodard, né et élevé en Chine, raconte que les nourrices chinoises ont coutume, pour inciter les petits garçons à s'endormir, de leur caresser le sexe avec leurs lèvres, ce qui en Occident serait considéré comme un abus sexuel (comme illustré dans une scène du film Polisse où une femme est accusée d'un tel comportement vis-à-vis d'un de ses fils).

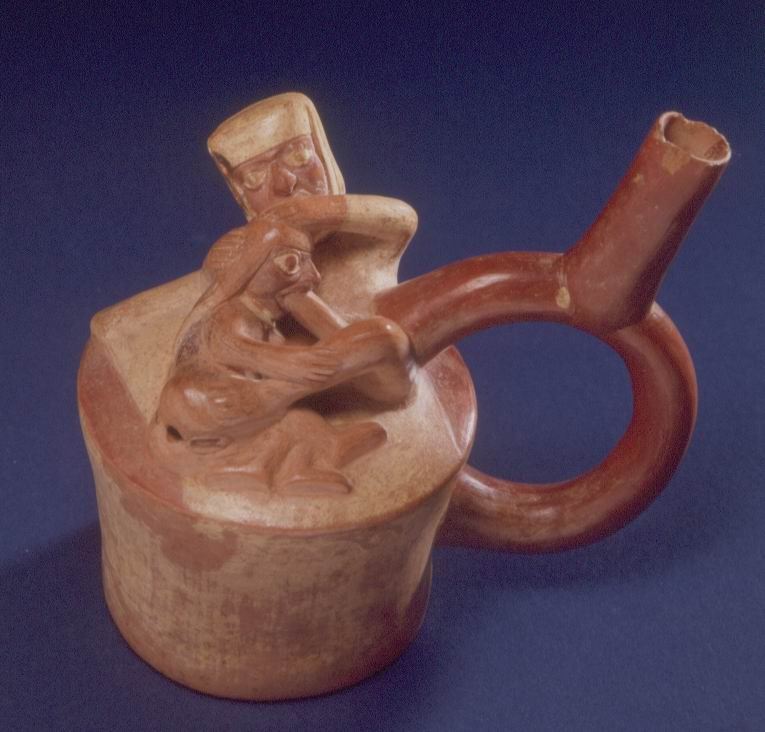
Céramique mochica, musée Larco de Lima.
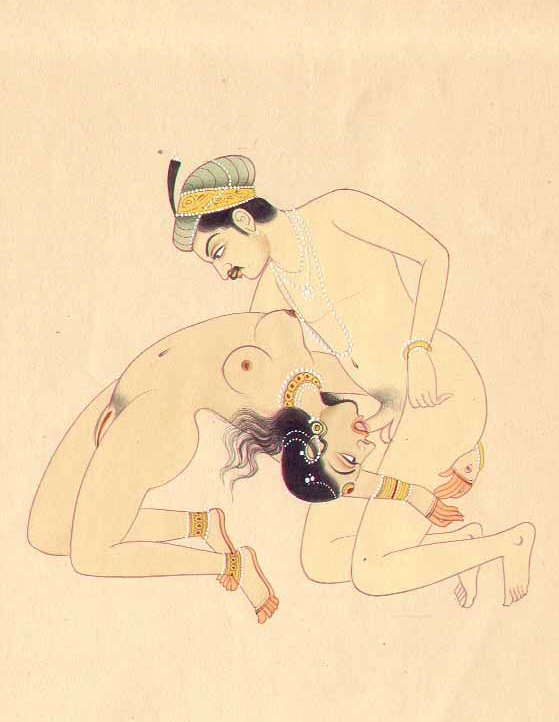
Représentation dessinée (Inde) dans le Kâmasûtra.

### Sociétés traditionnelles
Dans de nombreuses sociétés traditionnelles, la fellation comme d’ailleurs la sodomie ou le baiser sont considérés comme des activités sexuelles « anormales », car ces pratiques ne correspondent pas à l’usage physiologique des organes concernés : l’anus est destiné à la défécation et la bouche à l’alimentation.

### Antiquité

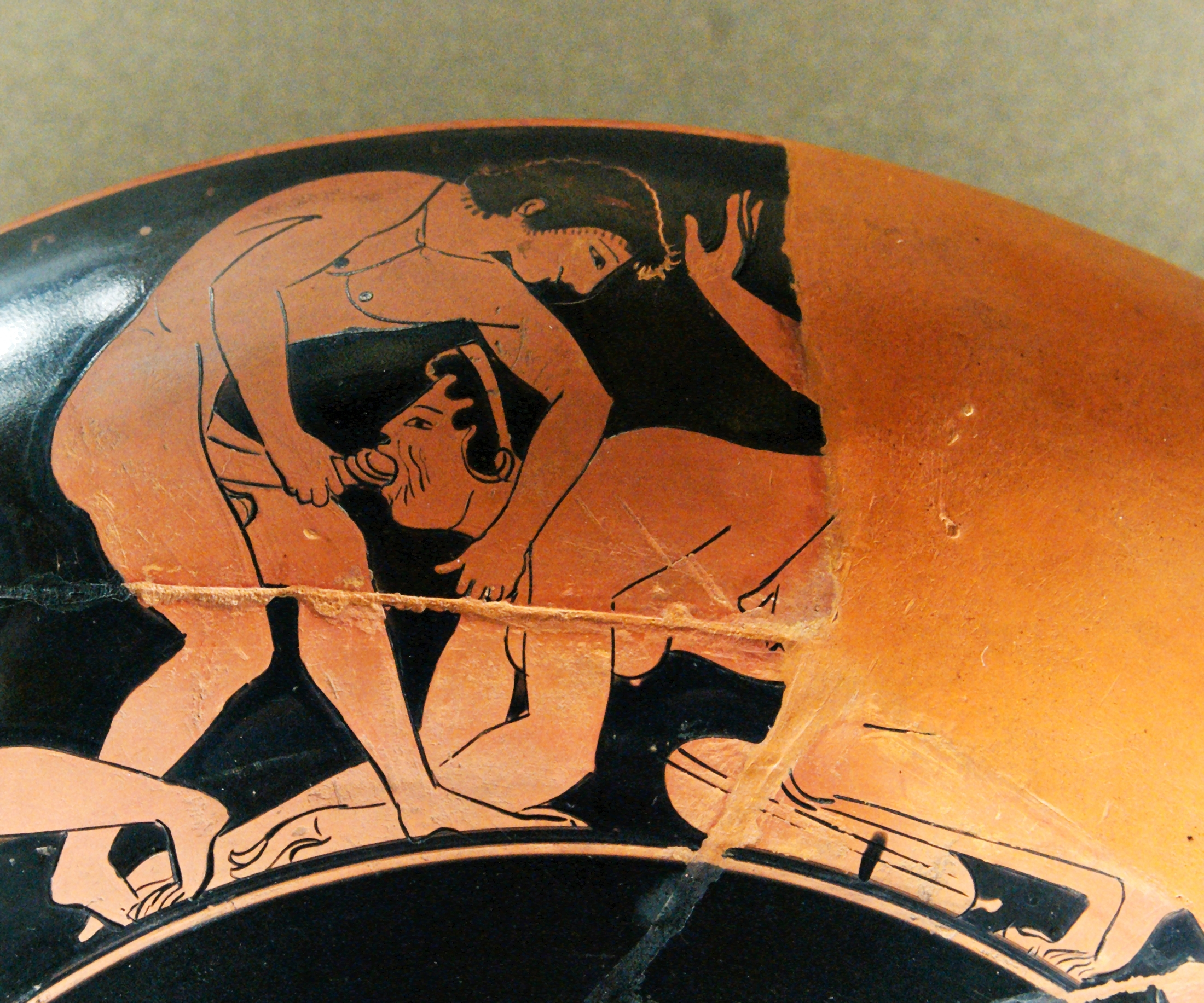
Bord d’une coupe attique du Peintre de Pédieus, v. 510 av. J.-C., musée du Louvre.

Dans l’Antiquité romaine, la fellation pratiquée par un homme était une pratique honteuse et le mot « fellateur » était utilisé comme l’injure suprême, car un homme pratiquant des activités considérées comme typiquement féminines perdait sa virilité et son statut social.
En revanche, le fait pour un homme de recevoir une fellation par un autre homme était relativement valorisé.
On trouve des fresques de scènes de fellations à Pompéi ainsi que sur des bas-reliefs hindous, les papyrus de l’Égypte antique et la Rome antique. On trouve des références à des fellations — hétérosexuelles, homosexuelles ou pédérastiques — dans la Vie des douze Césars de Suetone.

### Périodes moderne et contemporaine

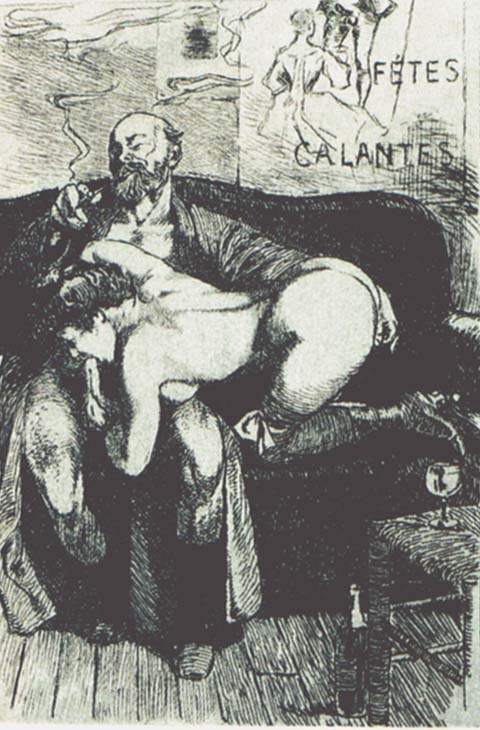
Martin Van Maele, illustration d'un poème de Paul Verlaine.

Dans Relation de la maladie, de la confession, de la mort et de l’apparition du jésuite Berthier, Voltaire attribue le questionnement « Semen ubi femina effudit, an teneatur alter effundere, sive inter uxores, sive inter fornicantes ? » [Là où une femme répand la semence, une autre est-elle tenue de la répandre, que ce soit parmi les épouses ou parmi les fornicateurs ?] au jésuite Tomás Sánchez dans son ouvrage De matrimonio.
Roger Peyrefitte traduit cela par « Si l’on peut commencer dans les vases illégitimes. » Le théologien aurait répondu : « Utrum liceat intra vas praeposterum, aut in os feminae, membrum intromittere, animo consummandi intra vas legitimum », c’est-à-dire qu’il autorisait ces préludes « à condition de finir dans le vase légitime », c'est-à-dire d'éjaculer dans le vagin.
Depuis l’origine de la sexologie et jusqu’à la révolution sexuelle, la fellation a été considérée comme une pathologie, perversion de l’instinct sexuel, « instinct » qui « normalement » ne devait produire que des activités sexuelles permettant la reproduction.
En 1952, la fellation, avec la masturbation et le cunnilingus, fait partie des comportements pathologiques dans la première édition du Manuel diagnostique et statistique des troubles mentaux.

#### Au cinéma
- Voir des exemples de fellation au cinéma dans la liste de films non pornographiques contenant des actes sexuels non simulés.

#### Dans la chanson
- Les Sucettes de Serge Gainsbourg, chantée par France Gall (évoquant la fellation sur le mode du double sens)
- Love on the beat de Serge Gainsbourg (évoque un cunnilingus : « D'abord je veux avec ma langue / Natale deviner tes pensées »)
- Suck baby suck de Serge Gainsbourg
- Lick my love pump de Spinal Tap
- Why 'd ya do it? de Marianne Faithfull (évoque en termes très crus diverses pratiques dont la fellation)
- Head de Prince
- Walk on the wild side de Lou Reed
- You oughta know d'Alanis Morissette (« Would she go down on you in a theater? »)

## En droit pénal

### En France
« Tout acte de fellation constitue un viol au sens des articles précités, dès lors qu’il est imposé par violence, contrainte, menace ou surprise, à celui qui le subit ou à celui qui le pratique. »
— Crim. 16 décembre 1997, pourvoi no 97-85455
Toutefois, le 22 août 2001, la Cour émet une interprétation diamétralement opposée, considérant que la fellation pratiquée sur un homme non consentant n’est pas un viol, mais une agression sexuelle :
« L’élément matériel du crime de viol n’est caractérisé que si l’auteur réalise l’acte de pénétration sexuelle sur la personne de la victime. »
— Crim. 22 août 2001, pourvoi no 01-84024
Pour être constitutive d’un viol, la fellation implique donc une pénétration par l’organe sexuel masculin de l’auteur et non par un objet le représentant :
« Encourt la censure pour violation des articles 111-4 et 222-23 du code pénal l’arrêt qui renvoie devant la cour d’assises, sous l’accusation de viols aggravés, un médecin qui, agissant dans un contexte sexuel et animé par la volonté d’accomplir un acte sexuel, a contraint trois jeunes patientes à introduire dans leur bouche puis à sucer un objet de forme phallique dès lors que, pour être constitutive d’un viol, la fellation implique une pénétration par l’organe sexuel masculin de l’auteur et non par un objet le représentant. »
— Crim. 21 février 2007, pourvoi no 06-89543

### Aux États-Unis
Jusqu’en 1961, les 50 États américains avaient des sodomy statutes, certaines juridictions interdisant toute pratique consensuelle de la sodomie, terme qui regroupait alors le sexe oral et anal, d’autres seulement celle ayant lieu entre deux personnes non mariées ou entre des personnes du même sexe. En 2003, alors que treize États maintenaient encore cette interdiction, concernant l’affaire Lawrence v. Texas la Cour suprême jugea que les sodomy statutes visant uniquement les homosexuels étaient anticonstitutionnelles car indûment discriminatoires,,. Ces lois sont encore en vigueur dans les États où elles s’adressent aussi bien aux hétérosexuels et aux homosexuels.

## Société

### En politique
- Une rumeur publique entourant la mort de Félix Faure, saisi d'un malaise tandis qu'il recevait sa maîtresse à l'Élysée, prétendait qu'une fellation en était la cause. Georges Clemenceau ironisa sur cet épisode par un trait demeuré célèbre : « Il voulut être César, il ne fut que pompé. »
- Lors de l’affaire Monica Lewinsky, Bill Clinton nia avoir eu un « rapport sexuel » avec la stagiaire (« I did not have a sexual relation with that woman, Monica Lewinski »). Accusé de parjure après les révélations, il argumenta qu’il n’estimait pas que recevoir une fellation constituait un rapport sexuel. En fait, d'après la définition d’un rapport sexuel qui fut arrêtée pour juger l’affaire, cette interprétation n’est pas fausse, quoique difficile à défendre : en définissant le rapport sexuel comme le fait de toucher les parties intimes d’une personne pour lui procurer du plaisir, on peut arguer que la fellation ne constitue un acte sexuel que pour celui qui la donne[35].
- Dans la vie politique française contemporaine, la question de la fellation intervient dans l'affaire Dominique Strauss-Kahn.

### Faits divers
- En 1995, Hugh Grant fait scandale en se faisant arrêter par la police pour exhibition sexuelle (« misdemeanour lewd conduct in a public place ») pour avoir eu une relation buccale avec une prostituée, Divine Brown[36].
- En 2002 sort la série pornographique Gag Factor chez JM Productions sur l’irrumation. En octobre 2007, un agent du FBI arrête un transporteur avec des vidéos de la série. Un jury de Phoenix le condamne pour transport de matériel (vidéo) obscène. Jeffrey Douglas, l’avocat du distributeur Five Star Video, dit que la juge Rosalyn O. Silver n’a pas voulu comparer et montrer les preuves de l’affaire (à savoir les vidéos en question) aux membres du jury sélectionné.[précision nécessaire] Five Star Video doit payer une amende et l’affaire s’arrête là. Le journaliste Robert Jensen considère cette série sur la fellation comme particulièrement dégradante et dangereuse pour les femmes[37].

## Dans les religions

### Judaïsme
D’après la Torah tout est permis entre époux mariés, cela comprend les actes potentiellement fécondant aussi bien que les actes intrinsèquement non fécondants pour autant qu’ils soient pratiqués « sérieusement » et de « façon pure ». Par contre, tout acte sexuel entre hommes, y compris la fellation, est interdit.

### Christianisme
L'Église catholique considère que tout acte sexuel qui dissocie la sexualité de sa finalité procréative est désordonné. L'interprétation de cette position fait débat : certains[Qui ?] considèrent que tout acte de sexualité orale est contraire à son enseignement, tandis que d'autres, comme le prêtre polonais Ksawery Knotz, estiment que ce sont l'intention et les conséquences de cette pratique qui importent ; selon lui, si celle-ci participe au renforcement de l'amour conjugal et ne devient pas un obstacle à une sexualité génitale normale (par exemple, s'il s'agit d'un acte préliminaire ou corollaire à un rapport sexuel, avec l'intention d'accroître le plaisir et la communion des époux), et si elle est vécue dans le respect mutuel, alors elle est favorablement accueillie ; si en revanche elle décourage ou détourne le couple d'avoir des rapports sexuels génitaux, alors cette pratique est utilisée à mauvais escient et il convient de la déconsidérer,.

Dans la Bible, le passage suivant du Livre des Proverbes pourrait décrire la pratique de la fellation chez la femme adultère : 
« Il y a trois choses qui sont au-dessus de ma portée, 

Même quatre que je ne puis comprendre :
La trace de l’aigle dans les cieux, 
La trace du serpent sur le rocher, 
La trace du navire au milieu de la mer, 
Et la trace de l’homme chez la jeune femme.
Telle est la voie de la femme adultère :
Elle mange, et s’essuie la bouche, 
Puis elle dit : Je n’ai point fait de mal. »
— Pr 30. 18-20

Il existe cependant un passage nettement plus évocateur, dans le Cantique des Cantiques, que les lecteurs adultes peuvent comprendre à demi-mot : 
« Comme un pommier au milieu des arbres de la forêt, 
Tel est mon bien-aimé parmi les jeunes hommes.
J’ai désiré m’asseoir à son ombre, 
Et son fruit est doux à mon palais. »
— Ct 2. 3
Ou plus encore d’après la traduction de Louis de Carrières :
| français | latin |
| « 3. Tel qu’est un pommier fécond entre les arbres stériles des forêts, tel est mon bien-aimé entre les enfants des hommes. Ainsi je me suis reposée sous l’ombre de celui que j’avais tant désiré ; et j’ai goûté de son fruit, qui a été plus doux à ma bouche que le miel le plus délicieux. » | « 3. Sicut malus inter ligna silvarum, sic dilectus meus inter filios. Sub umbra illius, quem desideraveram, sedi et fructus ejus dulcis gutturi meo. » |

### Islam
Les textes d’Al-Muwatta enseignent que toucher le pénis de l’homme n’est pas impur. Abou Bakr As-Siddiq en parle également dans le traité d'Houdaybiya.
Mais dans les années 1960, Youssef al-Qaradâwî émet par fatwa une interdiction de la fellation. Il affirme même qu’elle donnerait le cancer de la bouche. Abu al-Qasim al-Khoei contredit cette fatwa, disant que la fellation entre époux mariés n’est pas hors-la-loi. Globalement, à l'instar de la sexologue égyptienne Heba Kotb (en), les juristes islamiques affirment que la fellation est autorisée dans l’islam puisqu’aucun texte religieux musulman ne l’interdit explicitement. Il faut cependant que la femme fasse attention à ne pas avaler le liquide pré-séminal qui est considéré comme impur.

## Chez les chauves-souris
Chez certains animaux, la fellation pourrait procurer un bénéfice adaptatif. Une étude de 2009 portant sur la chauve-souris Cynopterus sphinx a relevé que la copulation dorso-ventrale s'accompagnait souvent chez cette espèce de la pratique par la femelle d'une forme de fellation : en penchant la tête, celle-ci lèche la hampe ou la base du pénis de son partenaire, à l'exclusion du gland qui a déjà pénétré le vagin ; le mâle n'interrompt jamais la pénétration au cours de cette action.
Ce comportement a une incidence positive sur la durée totale de la copulation : selon les résultats de l'étude, chaque seconde supplémentaire de fellation augmente le temps de copulation d'environ six secondes ; en outre, la copulation dure sensiblement plus longtemps quand il y a fellation que dans le cas contraire.
Les auteurs proposent quatre hypothèses explicatives en termes de bénéfice adaptatif :
- en lubrifiant et en stimulant le pénis, la fellation permettrait d'augmenter la durée de la copulation ;
- la copulation prolongée pourrait elle-même être une méthode de préservation du couple, les partenaires se séparant généralement post coitum pour rejoindre des groupes unisexués ;
- la salive aux propriétés antimycosiques et antibactériennes de la femelle préviendrait des maladies sexuellement transmissibles[Information douteuse] ;
- enfin, lécher les organes génitaux pourrait faciliter la détection et l'identification de signaux chimiques liés au complexe majeur d'histocompatibilité (CMH) et intervenant dans le choix du partenaire[47][Information douteuse].

En revanche, un tel allongement de la durée du coït a un effet négatif potentiel en ce qu'il favorise une attaque par un prédateur éventuel.

#### Années 1990
- Thierry Leguay, Histoire raisonnée de la fellation, GECEP/Le Cercle, 1999

#### Années 2000
- Franck Évrard, De la fellation dans la littérature, Paris, Le Castor astral, 2001
- Note sous Cass. crim., 22 août 2001, 01-84024, Gazette du Palais, 30 juillet 2002 no 211, p. 33s
- « La pipe est-elle déculottée ? », in Libération, no 7523, 18 juillet 2005
- Violette Blue, Tout savoir sur la fellation, trad. Wendy Delorme, éditions Tabou, 2007

#### Années 2010
- Collectif, Osez 20 histoires de fellation, La Musardine, 2012
- Dino, Osez tout savoir sur la fellation, La Musardine, 2004
- Gérard Leleu, L'Art de la fellation, Leducs éditions, 2008
- Gérard Lenne, De la fellation comme idéal dans le rapport amoureux, La Musardine, 2012
- Thierry Leguay, La Fabuleuse Histoire de la fellation, La Musardine, 2014
- Osez la fellation, nouvelle édition illustrée, La Musardine, 2017
- Franck Spengler, Anthologie littéraire de la fellation, La Musardine, 2011, 2018